# 代田稔
代田 稔（しろた みのる、1899年〈明治32年〉4月23日 - 1982年〈昭和57年〉3月10日）は、日本の医学博士、実業家。ヤクルトの開発者で実質的な創業者。長野県下伊那郡竜丘村（現：飯田市）出身。

## 来歴・人物
貧しい人でも健康を手に入れられるよう「ハガキ1枚煙草1本の値段で買えるヤクルト」を経営標語とし、「健腸長寿」を理念とした。
「ヤクルトの父　代田稔物語」という伝記漫画が2004年の小学館『小学三年生』四月号に掲載され、2015年4月からはヤクルト80周年記念サイトにて配信されている（原案：久保田千太郎　漫画：ながいのりあき）
正五位、勲三等瑞宝章を受章。

### 学歴
- 1918年 旧制飯田中学卒業、旧制第二高校入学
- 1921年 旧制第二高校卒業、京都帝国大学医学部入学
- 1925年 京都帝国大学医学部卒業
- 1930年 医学博士（京都大学、学位請求論文『比色計による補體結合反應の特異度の研究』）[3]

### 京都帝国大学時代
- 1925年 京都帝国大学医学部微生物講座助手
- 1930年 同講師
  - ラクトバチルス・カゼイ・シロタ株（ヤクルト菌）を発見[4]。
- 1931年 医師免許取得[5]
- 1933年 京都帝国大学医学部助教授
- 1935年 福岡県福岡市に代田保護菌研究所を設立、「ヤクルト」の製造・販売を開始
- 1938年 徴兵、京都帝国大学退官。ハルビン医科大学教授
- 1939年 同退職。

### 実業家時代
- 1939年 山口県下関市に代田研究所設立、研究所長就任。
- 1955年 （旧）株式会社ヤクルト本社設立、代表取締役就任。京都府京都市に代田研究所設立、研究所長就任
- 1967年 株式会社ヤクルト本社内に、ヤクルト中央研究所設立（代田研究所の移転）、研究所長就任

## 論文

### 英文
- ENDO Hiroshi; NAKAJIMA Kei; CHINO Ryuji; SHIROTA Minoru (1974). “Growth Characteristics and Cellular Components of Chlorella regularis, Heterotrophic Fast Growing Strain”. Agricultural and Biological Chemistry (日本農芸化学会) 38 (1):  9-18. doi:10.1080/00021369.1974.10861121. NAID 130003524386.

### 和文
- 小山義作、代田稔「大正十四年流行ノこれら菌株ニ就テ」『日本微生物学会雑誌』第20巻第12号、日本細菌学会、1926年9月、2625-2638頁、doi:10.3412/jsb1915.20.12_2625、NAID 130005760025。
- 渡辺辺、代田稔「小児膓炎病原体ニ関スル知見補遺 附 膓内桿菌ノ主副凝集性れちえぷとーるノ相互関係ヲ論ズ」『日本微生物学会雑誌』第21巻第3号、日本細菌学会、1927年3月、523-564頁、doi:10.3412/jsb1915.21.3_523、NAID 130005760237。
- 田原留吉、代田稔「ぱらちふすA菌ノ生物学的知見補遺（第1回報告） 糖加培地ニ於ケルぱらちふすA菌ノ発育並ニ限界水素いおん濃度ニ就テ」『日本微生物学会雑誌』第21巻第10号、日本細菌学会、1927年8月、2249-2261頁、doi:10.3412/jsb1915.21.10_2249、NAID 130005760208。
- 田原留吉、代田稔「ぱらちふすA菌ノ生物学的知見補遺（第2回報告） 一定起始PHノ糖加肉汁養基ニ於ケル世代培養ガぱらちふすA菌ノ諸性状ニ及ボス影響ニ就テ」『日本微生物学会雑誌』第21巻第10号、日本細菌学会、1927年8月、2262-2282頁、doi:10.3412/jsb1915.21.10_2262、NAID 130005760209。
- 代田稔「硝子体ノ特異性ニ関スル血清学的研究 （宿題「臓器特異性ニ関スル研究」実験成績其三十四，硝子体ニ就テ）」『日本微生物学病理学雑誌』第22巻第10号、日本細菌学会、1928年9月、249-256頁、doi:10.3412/jsb1928.22.10_249、NAID 130003963314。
- 代田稔「ちれおぐうぶりんノ特異性ニ関スル血清学的研究 （宿題「臓器特異性ニ関スル研究」実験成績其二十五，ちれおぐうぶりんニ就テ）」『日本微生物学病理学雑誌』第22巻第10号、日本細菌学会、1928年9月、257-262頁、doi:10.3412/jsb1928.22.10_257、NAID 130003963315。
- 代田稔「甲状腺ノ特異性ニ関スル血清学的研究 （宿題「臓器特異性ニ関スル研究」実験成績其二十六，甲状腺ニ就テ）」『日本微生物学病理学雑誌』第22巻第10号、日本細菌学会、1928年9月、263-268頁、doi:10.3412/jsb1928.22.10_263、NAID 130003963316。
- 代田稔、三好毅一「耳下腺ノ臓器特異性ニ就テ（抄） （宿題「臓器特異性ニ関スル研究」実験成績其三十六，耳下腺ニ就テ）」『日本微生物学病理学雑誌』第22巻第10号、日本細菌学会、1928年9月、351-354頁、doi:10.3412/jsb1928.22.10_351、NAID 130003963327。
- 代田稔「急劇ナ小児腸炎ノ病原体ニ関スノレ知見補遺 1分離菌ノ生物学的並ニ免疫学的性状ニ就テ」『日本微生物学病理学雑誌』第23巻第12号、日本細菌学会、1929年、2407-2418頁、doi:10.3412/jsb1928.23.2407、NAID 130003785507。
- 代田稔「急劇ナ小児腸炎ノ病原体ニ関スル知見補遺 2.分離菌ノ病原性ニ就イテ」『日本微生物学病理学雑誌』第23巻第12号、日本細菌学会、1929年、2419-2430頁、doi:10.3412/jsb1928.23.2419、NAID 130003785508。
- 代田稔「比色計ニヨル補体結合反応ノ特異度ノ研究 第二篇 反応原ノ態度ト特異度ノ関係」『日本微生物学病理学雑誌』第23巻第13号、日本細菌学会、1929年、2461-2482頁、doi:10.3412/jsb1928.23.2461、NAID 130003785509。
- 代田稔「比色計ニヨル補体結合反応ノ特異度ノ研究 第三篇抗血清，溶血素，血球液及ビ補体ノ態度ガ特異度ニ及ボス影響ニ就イテ」『日本微生物学病理学雑誌』第23巻第13号、日本細菌学会、1929年11月、2483-2490頁、doi:10.3412/jsb1928.23.2483、NAID 130003785510。
- 代田稔「比色計ニヨル補体結合反応ノ特異度ノ研究 第一篇 特ニ各要素ノ結合順序及ビ結合時間ト特異度トノ関係ニ就テ」『日本微生物学病理学雑誌』第23巻第13号、日本細菌学会、1929年11月、2443-2460頁、doi:10.3412/jsb1928.23.2443、NAID 130003963428。
- 代田稔、絹脇俊熈「とりぱのぞーま，れうゐじいノ酸凝集反応ニ就テ」『日本微生物学病理学雑誌』第26巻第8号、日本細菌学会、1932年8月、931-938頁、doi:10.3412/jsb1928.26.931、NAID 130003785689。
- 代田稔「細菌ノ溶血素産生ニ就テ」『日本微生物学病理学雑誌』第27巻第10号、日本細菌学会、1933年9月、1224-1243頁、doi:10.3412/jsb1928.27.10_1224、NAID 130003785704。
- 代田稔、田中愛三「乳酸菌生活産物ノ研究 I 特ニソノ溶血性ニ就テ」『日本微生物学病理学雑誌』第29巻第9号、日本細菌学会、1935年9月、947-953頁、doi:10.3412/jsb1928.29.947、NAID 130003963828。
- 代田稔、芦田又四郎「黄疸ヲ伴ヒ腸「チフス」様経過ヲトレル大腸菌属敗血症ノ一例」『実験消化器病学』第11巻第7号、日本消化器病学会、1936年、142-144頁、doi:10.11405/nisshoshi1926.11.7_142、NAID 130003972599。
- 代田稔、鷹取常時「各種防腐剤ノ抗体ニ及ボス影響ニ就テ」『日本微生物学病理学雑誌』第31巻第15号、日本細菌学会、1937年12月、1943-1962頁、doi:10.3412/jsb1928.31.1943、NAID 130003963951。
- 代田稔、麻生健治、岩淵明「消化管内微生物の分離定量培地に関する研究」『日本細菌学雑誌』第17巻第12号、日本細菌学会、1962年12月、917-927頁、doi:10.3412/jsb.17.917、NAID 130001381520。
- 代田稔、麻生健治、岩淵明「腸内細菌叢の研究:1 健康幼児の腸内菌叢の構成とL. acidophilus strain Shirota投与の影響について」『日本細菌学雑誌』第21巻第5号、日本細菌学会、1966年5月、274-283頁、doi:10.3412/jsb.21.274、NAID 130001382538。
- 福地茂穂、遠藤寛、代田稔「69.緑藻類クロレラにおけるトコフェロールの生成」『ビタミン』第42巻第5号、日本ビタミン学会、1970年11月、342頁、doi:10.20632/vso.42.5_342_2、NAID 110002867986。
- 遠藤寛、福地茂穂、代田稔「2.緑藻類クロレラにおけるトコフェロールおよびイソプレノイドキノンについて」『ビタミン』第45巻第1号、日本ビタミン学会、1972年1月、47-48頁、doi:10.20632/vso.45.1_47_2、NAID 110002868433。
- 小片真弓、山田弘生、深田哲夫、代田稔「クロレラを主成分とするカイコ人工飼料の研究 I.クロレラに対する蟻蚕の摂食行動」『日本蚕糸学雑誌』第46巻第5号、日本蚕糸学会、1977年10月、427-432頁、doi:10.11416/kontyushigen1930.46.427、NAID 130004030373。
- 山田弘生、小片真弓、深田哲夫、高橋利明、代田稔「クロレラを主成分とする家蚕人工飼料 II 飼料組成と飼育成績」『日本蚕糸学雑誌』第47巻第6号、日本蚕糸学会、1978年12月、490-500頁、doi:10.11416/kontyushigen1930.47.490、NAID 130003834097。

### 博士論文
- 「比色計による補体結合反応の特異度の研究」、京都帝国大学、1930年2月25日、NAID 500000050833。